# Đurkovce
Gjurkoc en albanais et Đurkovce en serbe latin (en serbe cyrillique : Ђурковце) est une localité du Kosovo située dans la commune/municipalité de Shtime/Štimlje, district de Ferizaj/Uroševac (Kosovo) ou district de Kosovo (Serbie). Selon le recensement kosovar de 2011, elle compte 1 132 habitants.

## Démographie

### Évolution historique de la population dans la localité
| 1948 | 1953 | 1961 | 1971 | 1981 | 1991 | 2011  |
| ---- | ---- | ---- | ---- | ---- | ---- | ----- |
| 312  | 340  | 356  | 478  | 587  | 634  | 1 132 |

|  |

### Répartition de la population par nationalités (2011)
En 2011, les Albanais représentaient 77,74 % de la population et les Ashkalis 22,17 %.